# Jan Löwenbach
Jan Löwenbach (29. dubna 1880 Rychnov nad Kněžnou – 13. srpna 1972 New York, Spojené státy americké) byl český advokát, hudební kritik, básník, autor libret k operám a překladatel z němčiny.

## Pseudonymy
- J. L. Budín
- J. L. Rychnov

## Život a činnost
Löwenbach vystudoval práva v Praze. Po promoci pracoval jako právník ve vlastní advokátní kanceláři v Praze se specializací na autorské právo. Jako právník stál mimo jiné u vzniku československého autorského práva.
Po soukromém studiu hudby působil Löwenbach také jako hudební kritik a hudební spisovatel. Psal texty k operám Jaroslava Křičky a Bohuslava Martinů. Přeložil díla Rainer Maria Rilkeho do češtiny a písně Antonína Dvořáka do němčiny. Pro Heinricha Manna zastupoval jeho autorská práva k novele Liliane und Paul. Byl také organizátorem Společnosti pro soudobou hudbu a zakladatelem československé národní skupiny ALAI (Association Littéraire et Artistique Internationale).
V roce 1938 Löwenbach emigroval do USA. V letech 1941 až 1945 byl tiskovým atašé na československém konzulátu v New Yorku. Byl také redaktorem novin N.Y. Listy.
V roce 1945 se Löwenbach vrátil do Československa, kde dva roky vedl hudební odbor československého ministerstva školství. Po komunistickém uchopení moci v roce 1948 republiku opět opustil a vrátil se znovu do USA.
Během nacistické éry byl Löwenbach  napadán coby „židovsko-český“ autor.
Löwenbachova pozůstalost se nachází v kalifornské univerzitě San Diego State University jako Jan Lowenbach Collection.

## Dílo
- 1921 Autorské právo, Praha : Fr. A. Urbánek a synové
- 1931 Hudba v samostatném Československu, Praha : Státní nakladatelství
- 1946 Josef Jan Kovařík : Dvořákův americký sekretář, Praha : Společnost Antonína Dvořáka
- 1947 Českoruské vztahy hudební, Praha : Hudební matice Umělecké besedy

### Pod pseudonymem J. L. Budín
- 1922 Muzikantské dušičky : epitafy, Alois Srdce : Praha, ilustroval Dr. Desiderius

### Libreta
- Bohuslav Martinů: Voják a tanečnice, opera, 1927, podle Plautovy komedie Pseudolus
- Bohuslav Martinů: Kuchyňská revue, jazzový balet o 1 dějství, 1927, baletní libreto Jarmila Kröschlová, verše J. L. Budín)
- Jaroslav Křička: Bílý pán aneb Těžko se dnes duchům straší, opera na motivy povídky Oscara Wilda Strašidlo cantervillské, 1927-1929, přepracováno 1930, uvedení v roce 1932 v pražském německém divadle dirigoval George Szell[2]